# 버니스 류
버니스 류(Bernice Liu, 중문명(中文名)은 요벽아(중국어: 廖碧兒, 병음: Liào Bì'ér 랴오비얼[*]), 1979년 1월 6일 ~ )는 캐나다 시민권자 신분의 중화인민공화국 홍콩 특별행정구의 여성 배우, 가수이다.

## 생애

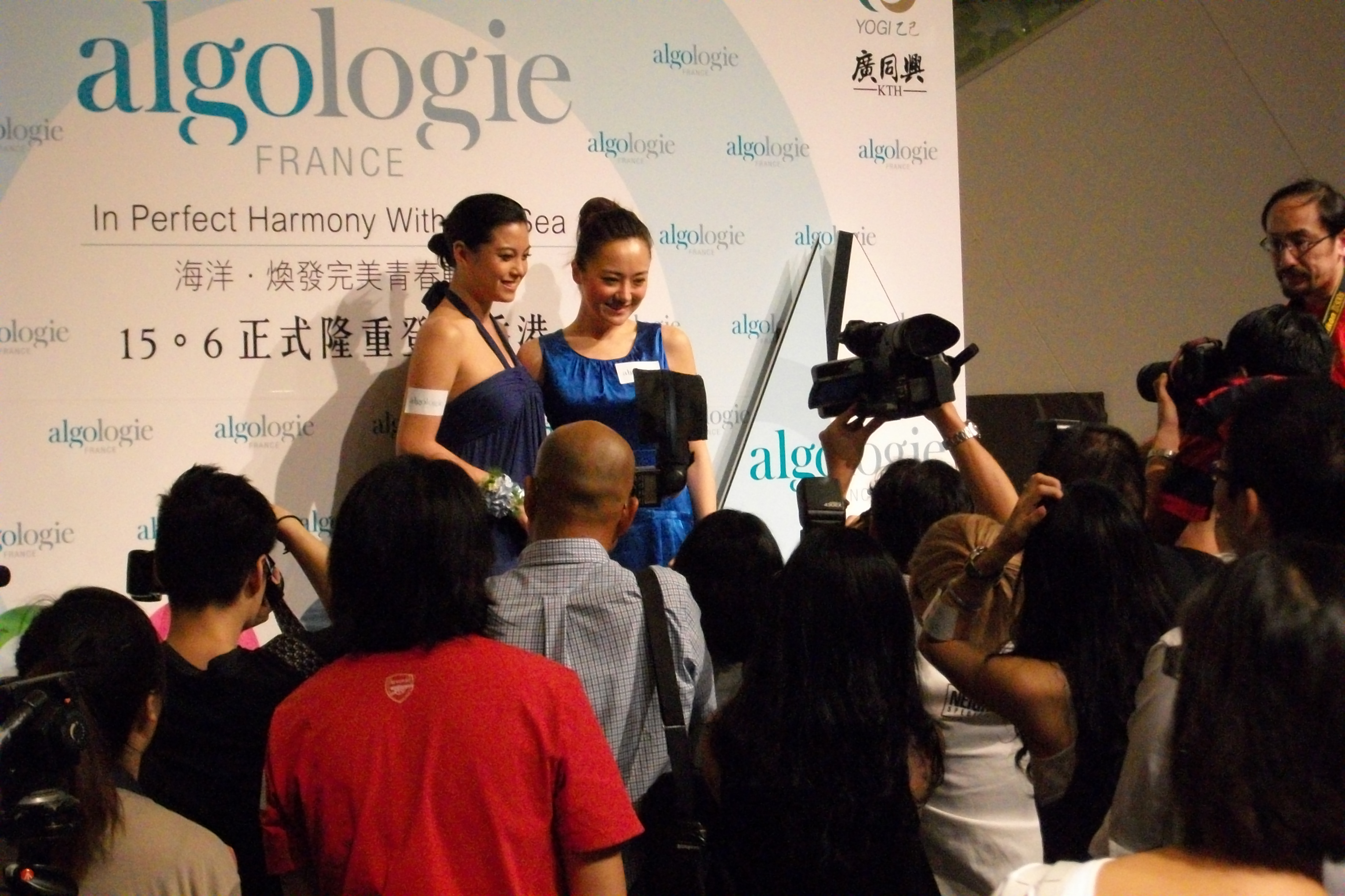

그녀는 중국계 캐나다인으로 그녀의 중국계 직계 조상이 거주했던 원적지는 중화인민공화국 광둥성 포산 시 순더 구이다. 캐나다 브리티시컬럼비아 주 프린스 루퍼트에서 출생하여 지난날 한때 중화인민공화국 광둥성 포산 시 순더 구를 거쳐 영국령 홍콩에서 잠시 유아기를 보낸 적이 있는 그녀는 2000년 캐나다 밴쿠버 화교 소저 선발대회에서 입상하여 첫 데뷔하였고 2001년 홍콩의 텔레비전 드라마에서 연기자로 데뷔하였으며 2002년 영화 《아로파오구칭(我老婆唔夠秤)》으로 영화배우 데뷔하였다. 2003년에는 음반을 발표하여 가수로도 데뷔하였다.